# 長伸波沙介
長伸波沙介（学名：Bosasella elongata）为半花介科波沙介屬下的一个种。其种加词“elongata”意为“长的”。